# 齐甘德
齐甘德（匈牙利語：Cigánd）是匈牙利包爾紹德-奧包烏伊-曾普倫州的城鎮，位於該國東北部，距離首府米什科爾茨80公里，面積56.76平方公里，2011年人口2,681，其中約七成居民信奉基督教。

## 友好城市
- 羅馬尼亞阿盧尼什
- 斯洛伐克Biel（英语：Biel, Trebišov District）
- 斯洛伐克索布蘭采

## 外部連結
- The official site of the town